# Boston Celtics 1993-1994
La stagione 1993-94 dei Boston Celtics fu la 48ª nella NBA per la franchigia.
I Boston Celtics arrivarono quinti nella Atlantic Division della Eastern Conference con un record di 32-50, non qualificandosi per i play-off.

## Roster
| N° | Naz.                   | Ruolo | Sportivo        | Anno | Alt. | Peso |
| -- | ---------------------- | ----- | --------------- | ---- | ---- | ---- |
| 00 | Stati Uniti (bandiera) | C     | Robert Parish   | 1953 | 213  | 104  |
| 4  | Egitto (bandiera)      | AC    | Alaa Abdelnaby  | 1968 | 208  | 109  |
| 7  | Stati Uniti (bandiera) | G     | Dee Brown       | 1968 | 185  | 73   |
| 12 | Stati Uniti (bandiera) | G     | Chris Corchiani | 1968 | 183  | 84   |
| 20 | Stati Uniti (bandiera) | G     | Sherman Douglas | 1966 | 183  | 82   |
| 27 | Stati Uniti (bandiera) | GA    | Jimmy Oliver    | 1969 | 196  | 93   |
| 30 | Stati Uniti (bandiera) | GA    | Todd Lichti     | 1967 | 193  | 93   |
| 31 | Stati Uniti (bandiera) | A     | Xavier McDaniel | 1963 | 201  | 93   |
| 34 | Stati Uniti (bandiera) | GA    | Kevin Gamble    | 1965 | 196  | 95   |
| 40 | Croazia (bandiera)     | AC    | Dino Rađa       | 1967 | 211  | 102  |
| 43 | Stati Uniti (bandiera) | G     | Tony Harris     | 1967 | 191  | 86   |
| 44 | Canada (bandiera)      | GA    | Rick Fox        | 1969 | 201  | 104  |
| 50 | Stati Uniti (bandiera) | C     | Matt Wenstrom   | 1970 | 216  | 113  |
| 54 | Stati Uniti (bandiera) | A     | Ed Pinckney     | 1963 | 206  | 88   |
| 55 | Stati Uniti (bandiera) | AC    | Acie Earl       | 1970 | 208  | 109  |

## Staff tecnico
- Allenatore: Chris Ford
- Vice-allenatori: Don Casey, Dennis Johnson, Jon Jennings
- Preparatore atletico: Ed Lacerte